# RTSH Sport
RTSH Sport es un canal de televisión público de Albania, perteneciente a RTSH. Se trata de un canal especializado en deporte.

## Historia
El canal inició emisiones en 2012, cuando RTSH lanzó 4 canales especializados mediante la marca RTSH Digital: RTSH HD, RTSH Muzikë, RTSH Art y RTSH Sport.
RTSH Sport emitió los Juegos Olímpicos de Río de Janeiro celebrados en 2016. RTSH poseía los derechos de emisión, retransmitiendo, además, en otros dos canales: TVSH (actual RTSH 1) y TVSH 2 (actual RTSH 2), siendo la primera vez que se emiten los Juegos en Albania a través de tres canales independientes. RTSH Sport se posicionó entre los canales de televisión más vistos.
El 6 de marzo de 2017 RTSH Sport comenzó a emitir informativos, de una duración de 30 minutos y emitidos en cinco franjas horarias diferentes. 
En 2020 RTSH Sport adoptó su actual imagen corporativa. 

## Programación y eventos deportivos
El canal contiene programas de producción propia, así como eventos importantes:
- Rubrika Sportive.
- E Hëna Sportive.
- Studio Gol.
- 24 Sekonda.
- Shtëpia e Motorëve.
- Ëndërr Kuq e Zi.
- Liga de Naciones de la UEFA.
- Copa Mundial de Fútbol.
- Fórmula 1.
- MotoGP.[2]
- Euroliga.
- Wimbledon.

## Imagen corporativa

2017 - 2020
Desde 2020